# Wallfahrtskirche Rosenthal

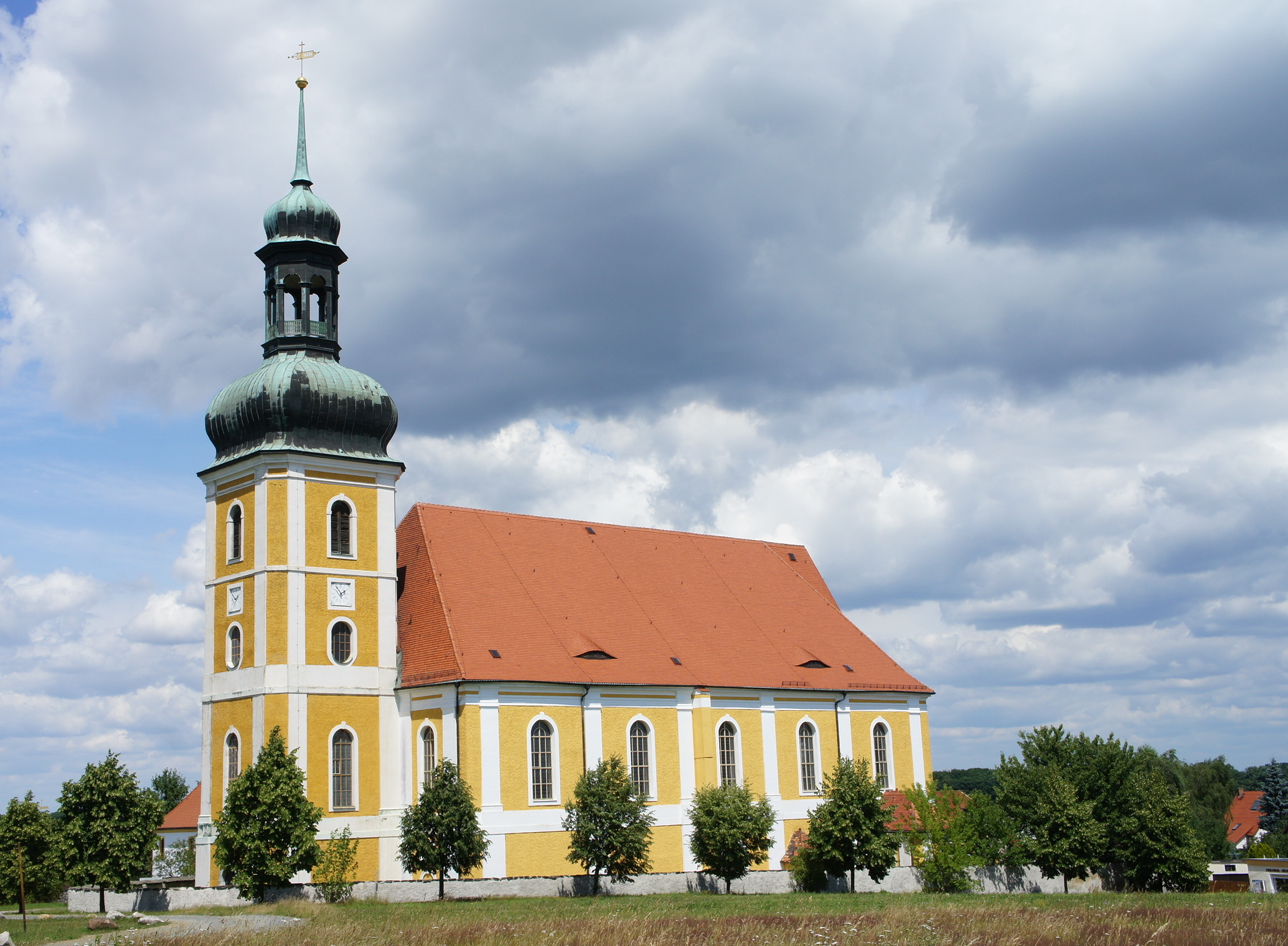
Wallfahrtskirche Rosenthal

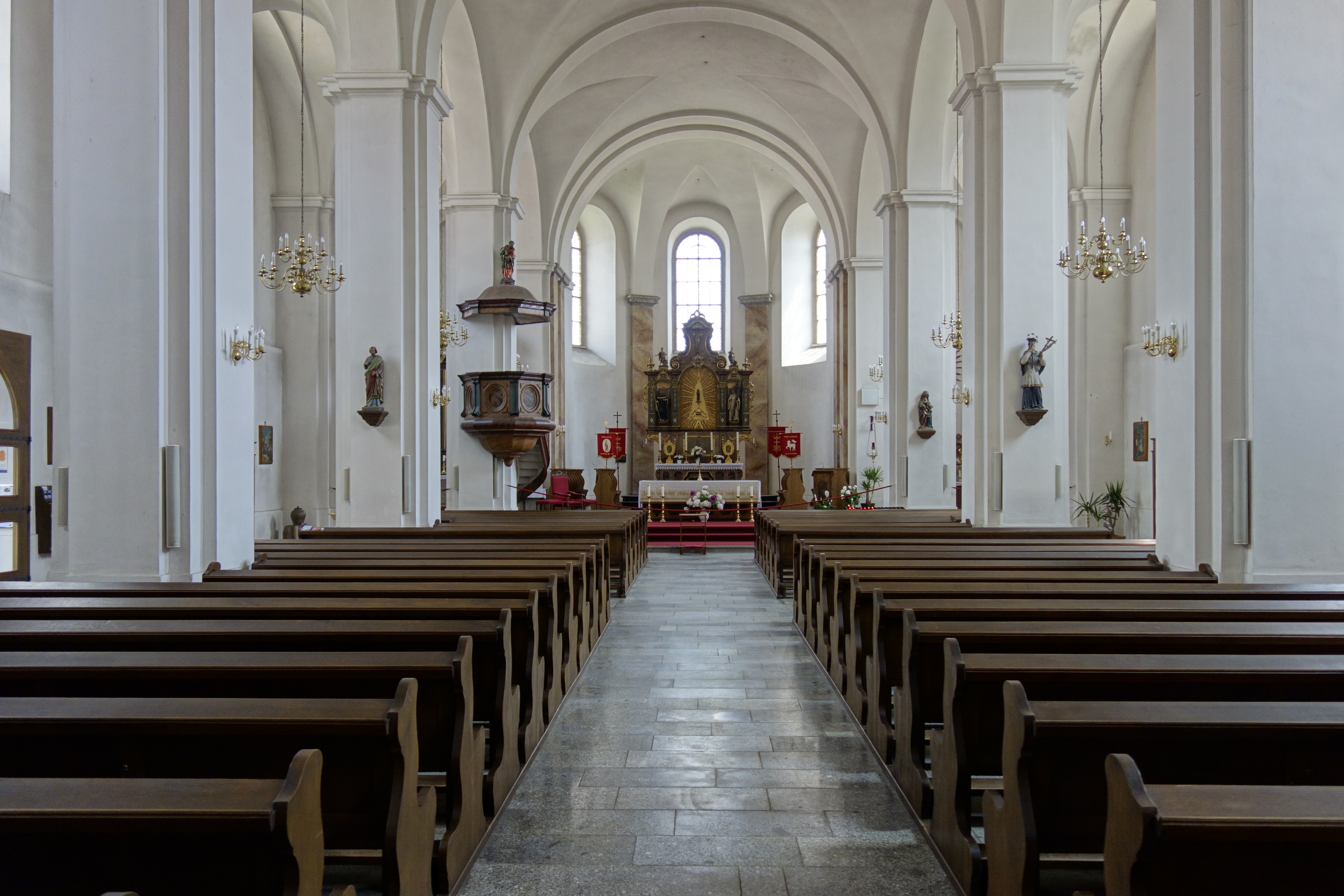
Innenansicht

Die römisch-katholische Wallfahrtskirche Rosenthal, obersorbisch Putniska cyrkej w Róžeńće, ist eine barocke Hallenkirche im Ortsteil Rosenthal der Gemeinde Ralbitz-Rosenthal im Landkreis Bautzen in Sachsen. Sie gehört zur Pfarrgemeinde St. Katharina Ralbitz im Bistum Dresden-Meißen und ist mit ihrer einprägsamen Silhouette weithin sichtbar. Die Kirche ist der zentrale Pilgerort der katholischen Sorben der Umgebung.

## Geschichte und Architektur
Die Wallfahrtskirche Rosenthal trägt das Patrozinium Heilige Maria von der Linde. Spätestens seit dem 16. Jahrhundert ist Rosenthal Wallfahrtsort. Seit 1754 steht die Kirche unter dem Patronat der Zisterzienserabtei Marienstern (Panschwitz-Kuckau). Der heutige Bau wurde 1778 erbaut. Im April 1945 brannte die Kirche infolge von Kampfhandlungen aus, die Umfassungsmauern und Gewölbe blieben erhalten. Nach Schuttberäumung 1945 wurde das Dach zunächst mit Stroh, später mit Ziegeln gedeckt. Beim Wiederaufbau wurden die Sakristeien aus den östlichen Seitenschiffjochen an die Außenmauern verlegt. Der Innenausbau wurde bis 1952 in neubarocken Formen durchgeführt.
Die Fassaden sind durch flache Wandpfeiler mit Rundbogenfenstern über breitem Gurtgesims gegliedert. Ein hohes Walmdach und ein mächtiger quadratischer Westturm mit stark geschwungener Haube und Laterne steigern die Fernwirkung der Kirche. Die großräumige dreischiffige Hallenkirche von fünf Jochen ist mit Tonnengewölben mit Stichkappen auf kräftigen Kreuzpfeilern abgeschlossen. Im Westjoch befindet sich die Orgelempore.

## Ausstattung

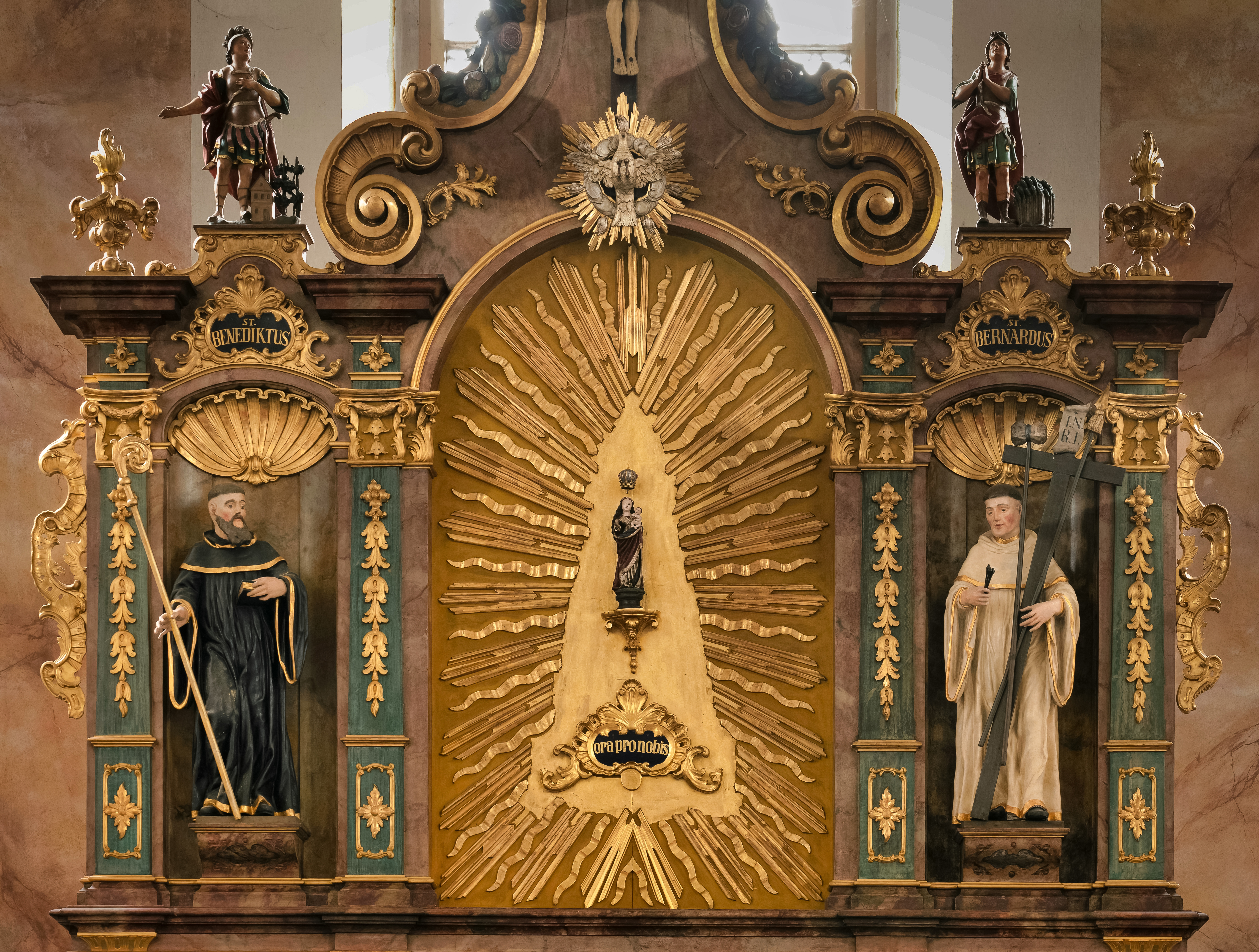
Altar mit Gnadenbild

Der Altar, der das Gnadenbild, eine kleine Marienstatue aus der 2. Hälfte des 15. Jahrhunderts birgt, ist aus Teilen eines spätbarocken Altars aus dem Kloster St. Marienthal (Ostritz-Marienthal) zusammengefügt. Er zeigt eine Predella mit seitlichen Voluten und darüber einen durch Pfeiler mit Blattgehängen gegliederten Aufbau. Seitlich in Nischen sind große gefasste Holzfiguren der Heiligen Benedikt und Bernhard angeordnet, darüber ein stark bewegter Aufsatz mit Kruzifix und Taube. Die Kanzel wurde nach 1945 in barockisierenden Formen geschaffen. Das nach 1700 von dem Bautzener Bildhauer Georg Vater geschaffene Tabernakel steht an der Ostwand des südlichen Seitenschiffes und besteht aus einem schreinartigen Aufbau mit seitlich angesetzten Engeln. Von den Figuren an den Pfeilern ist eine Anna selbdritt aus der Zeit um 1500 bemerkenswert.

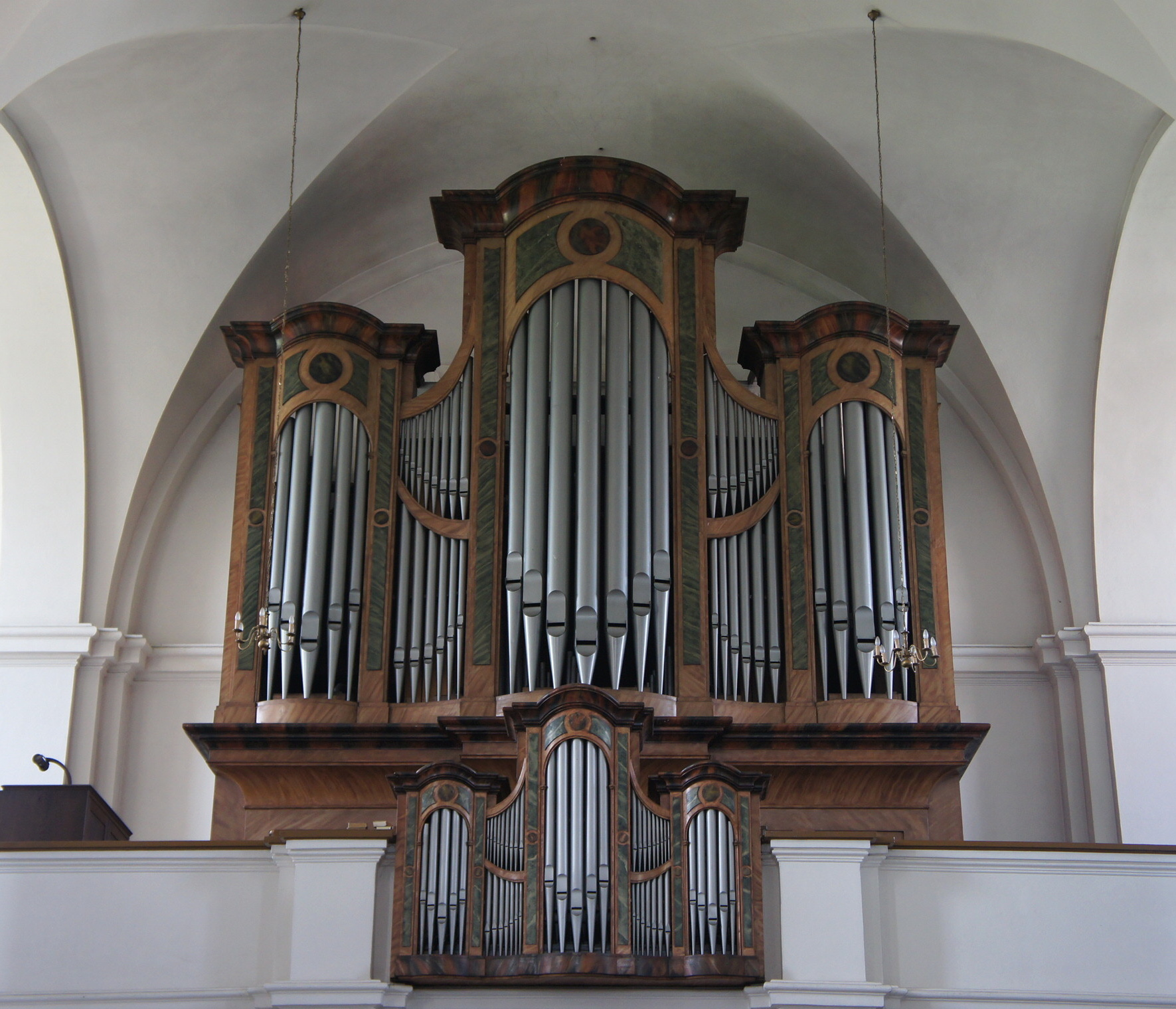
Orgelprospekt

### Orgel
Die Orgel ist ein Werk von Jehmlich aus dem Jahr 1949 in einem Gehäuse mit barocken Formen. Sie hat 3 Manuale, 40 Register, Kegelladen und elektropneumatische Spiel- und Registertrakturen. 1994/95 erfolgte eine Grundinstandsetzung durch die tschechischen Orgelbauer Josef Poukar und Jan Eliáš.

## Umgebung
Neben der Kirche steht die Administratur, ein schlichter Bau von 1755 mit zwei Geschossen und Mittelrisalit. An den Seitenflügeln sind zwischen den Fenstern Nischen mit Heiligenfiguren, über der Haustür ist eine Sandsteintafel mit dem Wappen der Äbtissin des Klosters Marienstern, Cordula Sommer, angeordnet.